# Lucien Quélet
Lucien Quélet (Montécheroux, 14 de julho de 1832 – Hérimoncourt, 25 de agosto de 1899) foi um micologista e naturalista francês, que descobriu várias espécies e foi o fundador da Société mycologique de France, uma sociedade dedicada a estudos micológicos.
Quélet nasceu em Montécheroux, Doubs, filho de um agricultor, logo tornou-se órfão e passou sua infância criado por suas tias. Na juventude, ele é conhecido por ter demonstrado um grande interesse em micologia e botânica em geral, mas também outras áreas temáticas, tais como ornitologia e malacologia, o estudo de moluscos. Ele foi educado na faculdade Montbéliard e mais tarde estudou medicina em Estrasburgo.
Em 1884, fundou a sociedade micológica conhecida como Société mycologique de France, da qual se tornou o primeiro presidente. Vários anos depois, em 1888, Quélet escreveu o livro Flore mycologique de la France et des pays limitrophes.